# Mistrovství Evropy v boxu 1947
VII. mistrovství Evropy v boxu proběhlo v Dublinu, Irsko ve dnech 12. až 17. května 1947. Organizátorem turnaje mistrovství Evropy byla poprvé Association Internationale de Boxe Amateur (AIBA), která nahradila nefunkční FIdeBA.

## Československá stopa
Přípravu na mistrovství Evropy provázely komplikace. Závěrečná příprava se konala Na Čeperce (Unhošť) pod dohledem trenéra Jana Heřmánka. Z původně nominované osmičky však reálně trénovali pouze František Majdloch a Miloš Králíček. Králíček, úřadující mistr MČR přijel na soustředění aniž by byl nominován. Jeho rival z lehké váhy, původně nominovaný Alois Petřina tuto situaci psychicky neustál a soustředění opustil a s ním i další pražští boxeři Oldřich Koudela a Otakar Rademacher. Další pražský boxer Bohumil Lívanský na soustředění pro jistotu nepřijel.
Další kapitolou byli boxeři ze Slovenska Jozef Holovič a repatrianti Ladislav (László) Hudák s Júliusem (Gyulou) Tormou. Holovič na soustředění nedorazil a Torma s Hudákem si odjeli vyřizovat potřebné náležitosti do Budapešti. Když se Maďarský boxerský svaz dozvěděl o jejich startu na mistrovství Evropy, zaslal oběma varovný dopis, že všemi prostředky zabrání aby za Československo na mistrovství Evropy startovali. Torma již měl vyřízené československé doklady a na mistrovství Evropy mohl i přes nesouhlas Maďarska startovat (sportovní karanténa se zavedla až později). Hudák však měl pouze trvalý pobyt a Československá boxerská unie (ČsUBA) jeho nominaci v pérové váze do 57,2 kg na poslední chvíli stáhla.
Kontroverzní se stala nominace prostějovského Miloše Králíčka v lehké váze do 61,2 kg. Jako úřadující mistr republiky měl Králíček pravděpodobně u vedení svazu škraloup a svazem protežovaný Alois Petřina neměl reálnou výkonnost. Proto Československo nemělo v této váze na mistrovství Evropy zastoupení.
Vedoucí výpravy: Karel Jakš, náčelník (manažer) reprezentace: Bohumil Kobza, trenér Jan Heřmánek, as. trenéra (sekundant) Fiala, rozhodčí Böhm, tajemník Angr.
Na mistrovství Evropy byl za Československo nominováno 8 boxerů, z nichž 6 nastoupilo do soutěže:
- −50,8 kg: František Majdloch (* 1929) z ČSK Hranice
- −53,5 kg: Jozef Holovič (* 1927) z TŠS Trnava
- −57,2 kg: Ladislav Hudák (* ) z ŠKŽ Slovakia Bratislava
- −61,2 kg: Miloš Králíček (* 1920) z SK OP Prostějov nebo Alois Petřina (* 1923) z AFK Stráž bezpečnosti
- −66,7 kg: Oldřich Koudela (* 1926) z ČAK Vinohrady
- −72,6 kg: Július Torma (* 1922) z ŠK Baťovany
- −79,4 kg: Otakar Rademacher (* 1926) z ČAK Vinohrady
- +79,4 kg: Bohumil Lívanský (* 1923) z BC Praha

Trnavský boxer Jozef Holovič neshodil váhu do bantamu a startoval o váhu výš v pérové váze do 57,2 kg.

## Výsledky
| Muži     | Zlato                     | Stříbro              | Bronz                    | 4. místo               |
| -------- | ------------------------- | -------------------- | ------------------------ | ---------------------- |
| –50,8 kg | Luis Martínez (ESP)       | James Clinton (SCO)  | František Majdloch (TCH) | József Bednai (HUN)    |
| –53,5 kg | László Bogács (HUN)       | Bertil Ahlin (SWE)   | Albert Sanderson (ENG)   | James Dwyer (SCO)      |
| –57,2 kg | Kurt Kreuger (SWE)        | Peter Maguire (IRL)  | Jules van Dijk (BEL)     | Lajos Fehér (HUN)      |
| –61,2 kg | Joseph Vissers (BEL)      | Roger Baour (FRA)    | Svend Wad (DEN)          | William Frith (SCO)    |
| –66,7 kg | John Ryan (ENG)           | Charles Humez (FRA)  | Giuseppe Facchi (ITA)    | Edward Cantwell (IRL)  |
| –72,6 kg | Aimé-Joseph Escudie (FRA) | Walter Thom (ENG)    | Július Torma (TCH)       | Jan Schubart (NED)     |
| –79,4 kg | Henk Quentemeijer (NED)   | Léon Nowiaz (FRA)    | Vital L'Hoste (BEL)      | Kenneth Wyatt (ENG)    |
| +79,4 kg | Gerry Ó Colmáin (IRL)     | George Scriven (ENG) | Giulio Bastiani (ITA)    | Bohumil Livanský (TCH) |

## Medailová bilance
V boxu se rozdělilo celkem 8 sad medailí.
| Pořadí | Stát                     |       | Muži    | Muži  | Muži | Celkem |
| Pořadí | Stát                     | Zlato | Stříbro | Bronz |      | Celkem |
| ------ | ------------------------ | ----- | ------- | ----- | ---- | ------ |
| 1.     | Francie (FRA)            |       | 1       | 3     | 0    | 4      |
| 2.     | Anglie (ENG)             |       | 1       | 2     | 1    | 4      |
| 3.     | Švédsko (SWE)            |       | 1       | 1     | 0    | 2      |
| 3.     | Irsko (IRL)              |       | 1       | 1     | 0    | 2      |
| 5.     | Belgie (BEL)             |       | 1       | 0     | 2    | 3      |
| 6.     | Španělský stát (ESP)     |       | 1       | 0     | 0    | 1      |
| 6.     | Maďarská republika (HUN) |       | 1       | 0     | 0    | 1      |
| 6.     | Nizozemsko (NED)         |       | 1       | 0     | 0    | 1      |
| 9.     | Skotsko (SCO)            |       | 0       | 1     | 0    | 1      |
| 10.    | Československo (TCH)     |       | 0       | 0     | 2    | 2      |
| 10.    | Itálie (ITA)             |       | 0       | 0     | 2    | 2      |
| 12.    | Dánsko (DEN)             |       | 0       | 0     | 1    | 1      |
| Celkem | Celkem                   |       | 8       | 8     | 8    | 24     |